# 速水柳平
速水 柳平（はやみ りょうへい、1864年12月2日 - 1933年1月）は、実業家。二松學舎大学初代副幹事・理事。株式会社取締役兼経営者・高島嘉右衛門番頭。妻・山川トキ、長女・速水淑子、婿・篠田熊蔵。後妻・石黒宗子、娘・石黒初子、長男・速水恕久。越後村上藩・速水藤右衛門（織部正）を祖とする速水藤右衛門9代目当。速水守久（加治田衆）の子孫である。

## 生涯
江戸末期元治元年甲子年1864年12月2日生誕。清和源氏の末裔。豊臣大名速水守久三男（速水藤右衛門）を祖とする9代目。幼い時分に、豊臣時代以来続く家来引き連れ、江戸時代最後の武士として元服の義を行う。
明治4年、明治政府により「士族」を申し渡される。
明治9年、「秩禄処分」が行われ華族・士族の家禄支給が停止される。
明治12年、中条西町小学校を卒業し、授業生となる。
明治13年より柴橋小学校にて授業生となる。
明治17年、柳平は分家筋である速水理右衛門を相続し分家する。
明治18年、越後築地村肥田野竹塢翁に從い漢學を専修する。
明治21年、長女淑子が誕生。この年、兄（正久）の作った膨大な借財の肩代わりのため、柳平が相続した分家をたたみ土地・財産を整理し、本家速水藤右衛門を出生間もない一人娘淑子に家督を相続させ、妻山川トキに離縁を申し渡す。
明治24年、東京に赴き二松學舎に入塾、三島家の家人（玄關番）となる。同郷隣村出身の野口多内も同じく玄關番として出会う。
明治26年、中洲翁の信を得て三島家家人として、3月【私】二松學舎會計となる。
明治27年、7月中洲翁が越後で脳出血を患った時に実家から速水紋という者が越後赤倉へやってきて看病したと北越新聞に掲載されている。9月中洲が東京へ戻るとすぐに12月三島家の家産を三子（桂・廣・復）に分ける段取りをしている。
明治28年、三島廣が【私】二松學舎初の幹事に就任し、速水が副幹事・助教・会計監査の三役を兼任。この年中洲翁より字（紋）・号（西水）を正式に賜わる。西水が教壇で教えた科目は詩（席上）復文、譯文、日本外史。
明治29年、副幹事として3月【私】二松學舎初の『学友會』を擧行し『二松學舎學友會規則』を定める。中洲先生の詩文を掲げ各先生始め生徒の漢詩文を掲げたこの雑誌は当時の社会においても群を抜いたものだったいう（二松學舎六十年史小豆沢英男回顧録より）。5月『學友會誌』第一號が発行されている。発行責任者及び印刷人は速水柳平。11月創立二十年祝賀が神田錦輝館で開催。この時の事務弁理一切は速水に委嘱されている。【私】二松學舎で時折『易の講演』をしに来ていた高島嘉右衛門に見初められる（スカウトされる）。
明治30年、副幹事兼助教を辞職し、高島嘉右衛門の招きに応じ、高島翁の右腕となり商業（実業）に従事するようになる。この年、11月高島翁の命に依り名古屋愛知セメント（熱田セメント）に入り、経営・會計・購買・販売の4役を兼務し事実上の愛知セメント株式会社の経営者となる。愛知セメントは明治政府がセメント国産化を容認した3大セメント会社の一つである。速水は高島翁の商業に身を寄せながら高島翁の横浜の別荘大綱荘を舞台に時の内閣総理大臣伊藤博文らと家族レベルで公私ともに親交を重ねている。【私】二松學舎入學同期の野口多内が（中国）大陸で伊藤博文直属の一等通訳官となり10数年間仕えたのも速水推薦（口利き）があったためである。
明治37年、10月愛知セメント東京支店長となり三十間堀（今の銀座、高島翁がもともと持っていた家であろう）に仮住まいし、傍ら二松學舎理事を再び兼務するようになる。この年、高島翁の薦めで陸軍軍医石黒忠悳の姪にあたる石黒宗子と結婚。この結婚で石黒の朋友・大倉喜八郎と親しくなる。この年、日露戦争が始まる（38年に終結）。
明治39年、【私】二松學舎理事の傍ら、6月二松義會の評議員に選任されると同時に二松義會理事にも当選する。
明治41年、7月10日越後に残している一人娘淑子が初孫の敏子を出産。伊藤博文・野口多内らより越後速水家に祝いの品が届けられる。
明治42年、6年前の36年発起人細田謙藏が【私】本舎の補助の目的で二松義會を設立したとあるが寄付を全く集めることができなかったため初動すらしない状態であったのだが、7月ようやく【私】二松學舎の補助として財団法人設置の許可を得ることができた。この時の二松義會財団登記簿・筆頭者名は速水柳平であり（東京都公文書館所蔵）、速水が廃業寸前の【私】二松學舎を補助すべく、二松義會を法人化した証明となりうるものである。法人化したのち速水は独り寄付調達（中洲書簡参照）に奔走する。これは二松學舎史において速水柳平が二松學舎草創期を支え続けた初代理事として再評価されるべき事項として明記する。この年、易占高島翁が止めるのをきかず伊藤博文は満州へ赴きハルピン駅で暗殺される。この年、三島中洲（三島毅）を【私】二松學舎の督學に推戴し【財】二松義會では顧問とした。追って二松學舎史初めて15名もの層々たる外部からの人物が【財】二松義會顧問に囑託された。今後の存続がままらななかった【私】二松學舎を【財】二松義會所有の傘下に置くための準備である。
明治43年、1月11日財団法人二松義會は三島復より、【私】二松學舎・舎長三島復所有の【私】二松學舎校舎を購入しその宅地の寄付を受けた。この登記によって【私】二松學舎は【財】二松義會の傘下となり、二松學舎再建に向けての道がついたといえよう。
明治44年、12月3日二松學舎35周年祝賀が執り行われ、速水が1人この祝賀会場にて中洲翁より東宮殿下垢附御紋夏羽織壹枚、御垢附袴一具を賜わる。ひとえに速水紋が尽くした功労に対する心からの褒美である。それは二松義會を財団法人化と、複数の外部顧問の招聘と、漢學二松學舎に新たな生き残りの道を築いたことへの礼であると考えられる。
明治45年、【財】二松義會の理事をしながら高島翁の体調悪化のため速水は愛知セメント本社へ還り本社営業部長を兼任。
大正3年、7月【財】二松義會へ大倉喜八郎が新たに加わり顧問に嘱託される。この頃の大倉は（明治後期から）澁澤榮一と2人で組んで始めた会社の合併・合同・企業合理化・財界の世話役に力を入れ始めていた時期であり、新潟県人会を主催し新発田出身である大倉喜八郎は、速水の声掛けに応じ顧問に名を連ねたのだと考えられる。12月24日高島翁82才が亡くなる。
大正4年、9月愛知セメントを辞職した速水は東京市京橋區（本材木町3丁目25番地、場所は東京駅八重洲口ヤンマービルとブリヂストン美術館の間のブロック）においてセメント販売業を起業し合資会社を設立。たいそう儲けたようである。
大正5年、4月30日二松學舎四十周年記念式典が築地の海軍水交社で行われる。民間がこの会場を使うには軍との親密なコネクションが無ければ使用不可である。大倉喜八郎が長年軍と直接商いを続けてきたので顔を利かせ会場使用ができたのである。この式典の一ヶ月前の5月入江爲守子爵（東宮殿下侍従長）が公務を理由に【財】二松義會の会長及び理事を辞任し、この式典以後をもって澁澤榮一が【財】二松義會の会長及び理事に就任。
大正7年、8月【財】二松義會の寄付金一つ集められず且性格傲慢な理事細田謙藏・細田の言いなりの理事尾崎嘉太郎の両人は二松義會から孤立し、とうとう評議員会の理事選抜で落選、狂気な振る舞いをして評議員らを困惑させ、速水柳平が亡くなるまで二松學舎を立ち去っている。長きに渡り理事を務めて事の顛末を細かに知っている速水理事とその朋友であった池田四郎次郎理事両人が偶然にも同じ69才の同じ月に亡くなっているため、その後にまとめられた『二松學舎六十年史要』はその當時生き残った者たちの思惑と当事者不在の不運が重なり、真実に沿わない歴史記述と表現が見受けられる。その最たる箇所が細田謙藏自身の回顧録である。それによると、二松義會は自分が創設し財団法人化し、自分が苦労して寄付金を集めることができたので私はあの時二松學舎を去ったのだと、細田謙藏自身に都合の良い嘘の思い出話を書き連ねている。
大正8年、8月三島中洲89才が死去すると、澁澤・速水らの理事は、中洲の志をより良く引き継ぐため、同月8月二松學舎本舎取り壊し改築工事を始め、【財】二松義會という名稱を『【財】二松學舎』と改め直し創立記念日の10月10日をもって施行。本舎改築工事を請け負ったのは清水組で澁澤・速水の共通するコンクリート事業の取引先である。これらを済ませた後、11月澁澤榮一会長理事だったものを初代舎長理事に選任し直し、三島復を初代二松學舎学長に選任し、新体制をととのえた。
大正9年、6月15日学生寄宿舎・小使住宅・物置・便所が建築落成。明治29年の第一號から速水理事が手掛けてきた二松學友會発行（有志ら発行）の『學友會誌』を、【財】二松學舎に帰属させ『學報』と呼び換え、編輯編纂をしてきた自分たちを『出版部員』と呼び換え、【財】二松學舎の会則29条に明記している。ここにも速水の仕事の丁寧さと正確さを十分垣間見ることができる。9月【財】二松學舎が直接編纂する『二松學報』の発行を開始。9月4日澁澤榮一は男爵から『子爵』となられ、益々二松學舎経営陣の士気が高まったことであろう。
大正11年、9月1日関東大震災がおきた直後の9月29日にも評議員會を開催し、子爵澁澤舎長理事、尾立維孝・佐倉孫三・池田四郎次郎・速水柳平の4理事、監事に大倉喜八郎・男爵古河虎之助の再選重任を確認し合い、震災後も二松學舎運営基盤が揺らぐことが無いよう協力体制ができていた。
大正12年、2月15日理事4名が出版部員となり正式に『出版部』を開設し、『漢學講義録』/『二松學舎講義録』/三島中洲著『解段賛論記史・新刊』/尾立維孝著『立志實傳大倉喜八郎』/漢學專門二松學舎生徒募集の広告/謹賀新年広告・・など、書籍販売と広報を精力的に活発に行った。
大正13年、2月1日初代学長三島復46歳が亡くなる。この11月より澁澤は持病の喘息がひどくなり湯河原に2か月間こもり静養、その間の速水と澁澤との申し合わせで大正14年、1月には愛知セメント（速水経営）は小野田セメント（澁澤経営）に合併・買収される。同月1月速水の東京屋敷の長男恕久は、韓国へ向かう船上から玄界灘に飛び降り自殺。遺体はあがらず、しかし速水は必ず生還すると信じていたようで死亡届を出したのはそれから10年も後である。東京の跡継ぎを失っても失意泰然と振る舞う速水の悲しみは心身のバランスを崩し体を静かに蝕んでいく。
大正15年、10月10日の評議員会では創立50周年記念事業として『專門學校の設立案』が提案され、國語漢文中等教員を養成する目的をもって專門學校を設立するという内容が決議される。この評議員会の夜、澁澤舎長の飛鳥山私邸にて財界有力者を招いてパーティを開き專門學校設立の募金を仰ぐ段取りをしている。
昭和2年、6月尾立維孝理事68才が亡くなる。8月には募金額が13万円余りに達し、校舎（專門學校用）・書庫の増築工事を清水組と締結。速水が澁澤舎長との申し合わせの上で、專門學校設置案から募金調達・工事施行契約一切の段取りを執り行った。評議員会議事録の出席署名をつぶさに見ていくと、いつも澁澤・速水の出席他、票を一任された役員数名のわずかな出席で協議決議されており、一貫して熱心に評議員会に出席する者が二松學舎には誰もいなかったことがうかがえる。その中でも、若手の濱隆一郎が毎回熱心に評議員会に参加し署名をのこしていることは記しておこう。
昭和3年、3月9日清水組から（專門學校）校舎新築工事落成の届出あり。4月21日二松學舎專門學校開校式が行われる。翌日22日に監事の大倉喜八郎92才が亡くなる。
昭和4年、妻の石黒宗子48歳が亡くなる。立て続けに長男と妻を失った速水は、家業である京橋のセメント合資会社とそこにあった自宅を、娘（初子）の婿（日本橋商家の息子・斎藤八郎）に相続させ、自分は東京市外（落合町字葛ヶ谷東24）に家を買いひっそりと暮らすようになる。そして毎日二松學舎の図書に勤務するのを日課にするようになる。昭和2年に作られたコンクリート建築の書庫は、速水が寄贈し作ったものである。この年から二松學舎本舎は陸軍将校配属を受けて軍事教練も始めるようになる。7月本舎背隣の敷地も買収し、武道道場・銃器庫・教練将校室・生徒控室を増新築。一方で專門學校は漢學專門の中等教育育成のための学校で在り続けた。これは中洲翁の志を受け継いだ速水柳平の願いに他ならなかったであろう。
昭和6年、3月專門學校から第一回卒業生が誕生し、卒業生の親睦を固めるための『松苓會』が誕生。7月生徒からの募集で作られた專門學校の『学生歌』が誕生。9月2日速水の同期朋友・奉天民園長の野口多内、東亜同文書院教授の山田謙吉が上海より帰朝し国際文化会館（舊富士見軒）に迎え舊情を温めている。10月10日創立55回記念式が執り行われ、二松學舎の順調な発展を見ながら11月11日舎長澁澤榮一子爵92才が亡くなる。12月24日の評議員会で速水は会則改訂を段取りし提案。『理事は評議員会の同意を経て舎長1名を推戴してもよい』と変更。
そして昭和7年、4月8日理事（速水）は子爵金子堅太郎を舎長に推戴。金子堅太郎は高島嘉右衛門・伊藤博文を通じて長きに渡る速水理事と親しい間柄である。5月15日囑託顧問である犬養毅77才暗殺。11月26日速水は二松學舎を辞職、この時、金子堅太郎舎長から感謝状を手渡される。
昭和8年（1933年）、1月郷里越後に戻った速水69才は、0才の時に越後の家督を継がせた一人娘淑子と孫10名に囲まれて永眠。。

## 人物・逸話・資料
- 二松學舎理事であった速水柳平君は、病氣になってしまったので、彼の郷里に戻り亡くなりました。ああ、心が痛みます。速水君は北越出身で、その先祖は大阪の役で活躍した七騎将、速水甲斐守守久の血筋です。守久は戦死しました。その子、勝丸は農村に隠居しました。家系は綿々として続いています。速水君は若くして郷里を旅立ちました。上京して吾が中洲先生に師事しました。中洲先生は、彼の勉強熱心な姿勢を可愛がり、教授（都講）に抜擢して教壇にたたせました。その後に、高島呑象翁に知られました。彼は商店を東京都内に開業し、建築資材を販売しました。とても儲かりました。その商売の傍らで我が學舎の財務を管理していました。不幸にして大震災に遭い、その後一人息子を失いました。速水君は何かを悟ったように家を郊外に移しました。花に水くれし、竹を洗って、その一生を終わりたいと思うようになりました。そして、（息子を失った悲しみで）妻も亡くなってしまいました。困難に合い行悩み、志を持てない状態となりました。普通の人なら耐えることができない状態です。しかし速水君は常にその心を動かされません。客人として身を寄せ、（漸く自分も）病氣になったので郷里に帰りますと皆さんにお伝えしました。何日もたっていないのに、たちまち死んでしまいました。ああ、同情してしまいます。私は、速水君の一生を通して観察してみると、状況の変化に喜んだり心配したり、いろいろな変化にとんだ一生でした。言わないでおきましょう。そうとは言えども、速水君の生きた年数は、もうじき古稀になろうとしています。短かったとは言わないでおきましょう。郷里には田地と財産があります。困窮しているとは言えません。お嬢さんも孫もいます。孤独とは言えません。同窓の友人がいます。助けがないとは言えません。竹の箱の中には詩文があります。伝える物がないとは言えません。もともと、この世の中は夢に似ています。その夢に似ている現世が、ある時は発展し、ある時は発展しないのは、天の定めです。もともと気にするほどの事ではありません。私は独り、速水君が亡くなってしまったことを残念に思います。中洲先生の銅像を鋳造しようと発議し導いてくれました。（その）計画に基づいてその運営が上手くいくようにたいそう力を尽くしました。なのにまだ完成しないうちに死んでしまいました。ああ、（死んでしまったのは）宿命なのか、天の意志なのか、まさか自分で命を絶ったのではあるまいか、ああ、心が痛みます[2]。

- 貴殿、明治27年、初めに自ら二松學舎會計となり、すぐに幹事を兼ね、後に二松義會及び財団法人二松學舎の理事に就任し、前後ほぼ40年、初めから終わりまで全部を一筋に貫き通し、まごころ尽くして二松學舎の経営に、あらん限りの力を出し切っておられました。學舎の今日あるのは貴殿のおかげを受ける所が大きいです。今病氣のために辞任なさるので、この場に於いて謹んで短い感謝状をお贈りして感謝のささやかな真心の気持ちを示します。昭和7年11月　財団法人二松學舎舎長　金子堅太郎　速水柳平殿[3]。

- 速水紋さんは熱田セメント会社の東京支店長に昇任なさいました。仲間がその四十間堀（誤：三十間堀の間違い）の仮住まいを訪ねたとき、読書書き物をする長方形の机の上に、慎み深くへりくだった様子で中洲先生先生の肖像を安らかに置いてありました。それで、その敬い慕う思いの厚さを知るに十分な（たとえ）話が一つ二つあります。次のようなことです。

実業界も近頃はようやく人の踏まねばならない道德の噂を聴く様になりましたが、これはまことに喜ばしい事です。西洋実業家にとって信用が非常に大きいことは羨ましいことで、お金の信用を失うと一生その人は世間ののけ者にされます。だから（速水紋さんは）決してお金の信用を失うような愚かな行動はしませんし、その上無駄な手数を省くので（彼の）仕事は機敏快活で驚くほどです。実業家には漢学者がもっとも良いです。（なぜなら）漢學の素養のある者は、たとえ仕事のやり方がゆっくりであろうとも、真心があり誠実であることはだいたい確かだからです。今の世にはすばやく立ち回る者は余るほどいるけれど、このような人は道德の上では欠点が多く途中で失敗し大いに危険です。これに反して（速水紋さんのように）真心があり誠実な人はなかなか見当たらないものです。
- 『細田（細田謙藏）は理事でありながら寄付金ひとつ集められない上に、性格傲慢、学門優秀である故自分自身を過信しすぎて人を軽蔑する癖あり、尾崎（尾崎嘉太郎）に関しては検査院の下級事務官で會計をしていた経験があるから會計をさせているが学門の才覚はなく独断の細田の言いなりである、池田（池田四郎次郎）に関しては細田に次いで学門文章力があるが世間の事に疎くて役立たないけれど性質は誠実謙虚である。・・・・・・・（だが）細田は今日まで義會（二松義會）に関係して世話してくれていたし（頭を下げて寄付を集めなかったが）義會を創業した功臣とも言えます。・・・・・・（しかしながら、これまで二松義會については）細田の独断に任せておりましたけれど、評議員の間では横柄な細田を（これから）解任しようという意見もあるように聞いていますから（澁澤さん今しばらく辞任なさらないでください）どうぞご理解ください。・・・・・初めは（囑託顧問らは）どなたも寄付などしてくれなかったけれど、幾度となく説明を繰り返し精力的に関係各位に哀願悲願し、募金を乞い願ったのは（私の家人である）速水柳平でありました。』[5]。

- 大正7年8月2日　（二松義會の）評議員会における理事及び会長改選で、從来理事であった細田謙藏と尾崎嘉太郎は辞（落選）し、下のように選任された。理事：澁澤榮一、池田四郎次郎、速水柳平（以上再選）、尾立維孝、佐倉孫三、会長：澁澤榮一二松義會から孤立した細田謙藏・尾崎嘉太郎の2名は理事選において落選し、評議員会にて狂気な振る舞いをして皆が困惑したことが書かれている。』[6]。

- 『二松義會の事について、しかるに、御承知のように私は別に漢學の素養がある者ではありません。ただ、日頃中洲翁には親しくしてもらっているので会長に当選したのでしょう。ただ今は困ったことがあります。特に、學舎の経営・調和もとかく不十分の点が見られます。つい先日の事ですが、幹事の方（細田謙藏）が変な行動に出て、理事一同幾分迷惑したところですが、今日は、前から勤めていた理事（細田謙藏・尾崎嘉太郎）が落選となったことは、将来の寄付金募集にもいろいろと障害があるであろうということは心が痛いのでございます。いずれ、今月下旬には東京に入りますので、山田先生にはじっくりお話して、私の決意を申し上げたいと思います。』 　 ※この後の面談で、澁澤会長はこの職を辞職したい決意を山田準と三島中洲に話した。』[7]。

- 『初めはどれだけ（囑託顧問らに）出金の割り当てを定めようとも（誰も寄付等してくれる者はなく）、その後、速水理事（速水柳平）が五度も十度も身をかがめ頭を下げ、嘆き声をあげやってくる食べ物を乞う乞食のように懇願して、初めて出金（寄付）してもらえました。中には、わたくし（中洲）自ら出掛けて行ってようやく出金（寄付）してくれる人もいました。』 　 ※大正7年9月21日　中洲の嘆願によって澁澤榮一は会長辞任を見送り、前向きな発展で（二松義會存続の）解決しようと考える様になる。』[8]。

- 中洲翁銅像を作りましょうと皆を導き、いろいろと世話をやいて駆け回ってくれたのは速水君であったのに、完成を見ないでなくなってしまった』とある。 ※二松學舎エントランスホール内に現在据置されている三島中洲銅像のことである。』[9]。

## 朋友・実業界仲間
- 伊藤博文、野口多内、小川運平、山田謙吉、池田四郎次郎、佐倉孫三。
- 益田孝、馬越恭平、犬養毅。